# Curt Lindström (tränare)
Curt Carl Olof "Curre" Lindström, född 26 november 1940, är en svensk ishockeytränare. Lindström har coachat såväl Sveriges som Finlands och Lettlands ishockeylandslag och därutöver ett flertal klubblag. 
Efter det historiskt svaga resultatet i VM 1985 utnämndes Lindström till svensk förbundskapten inför VM 1986. Han var från början tänkt som en tillfällig lösning, men Sverige tog silver och var inte långt ifrån att bli världsmästare. Lindström fick därför förnyat förtroende inför VM 1987, och då lyckades han tillsammans med Tommy Sandlin coacha Sverige till sitt första VM-guld sedan 1962. Senare gjorde han om bedriften när han coachade Finlands herrlandslag i ishockey till VM-guldet 1995, Finlands första VM-guld. Lindström blev därmed den hittills ende tränaren som vunnit VM-guld för två nationer.
Förutom att ha varit förbundskapten för Sverige och Finland var Lindström också förbundskapten för Lettland, vilka han förde till en kvartsfinal i VM, vilket var Lettlands största hockey-framgång fram tills VM-bronset 2023.
Klubbar han har tränat är bland annat Hammarby IF, Södertälje SK, Huddinge IK och Mälarhöjden/Bredäng Hockey.
Utomlands har han också varit tränare för München och Kloten.
2005 var han inblandad i en skatteskandal och fick lämna jobbet som tränare för Ilves i Finland. Alla andra åtalade i skattehärvan dömdes i tingsrätten förutom Lindström. Han blev dock fälld i Svea hovrätt och dömdes 2007 till villkorlig dom och samhällstjänst för bokföringsbrott.
Lindström är idag bosatt i Thailand.

## Utmärkelser
- Kommendörstecknet av Finlands Lejons orden[3]

[Redigera Wikidata]